# Galeazzo Maria Sforza
Galeazzo Maria Sforza (24. ledna 1444, Fermo – 26. prosince 1476, Milano) byl druhým milánským vévodou z rodu Sforzů a vládl v letech 1466 až 1476.

## Původ

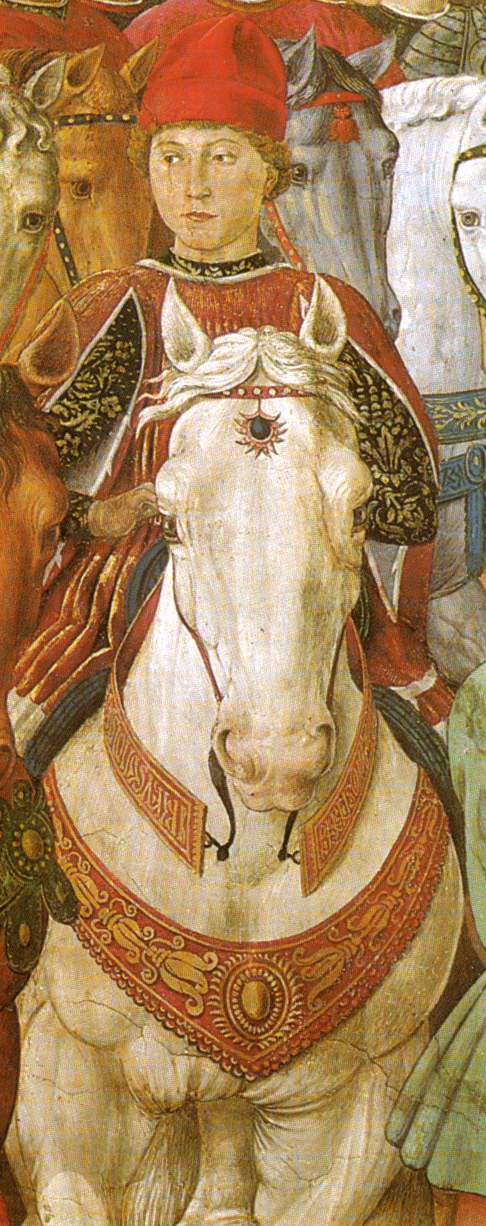
Vévoda Galeazzo na fresce od Benozza Gozzoliho ve florentském paláci Medicejských

Narodil se z manželství milánského vévody Francesca I. (1401–1466) s Blankou Marií (1425–1468) z rodu Viscontiů jako nejstarší z osmi dětí. 
Měl dvě sestry: Ippolita (1446–1488) se provdala za pozdějšího neapolského krále Alfonse II. a Alžběta Marie (1456–1472) se stala manželkou monferratského markraběte Viléma VIII.; a pět bratrů: korsický a pavijský hrabě Filip Maria (1445–1492), barijský vévoda Sforza Maria (1449–1479), milánský a barijský vévoda Lodovico il Moro (1452–1508), biskup v Pavii a italský kardinál Ascanio Maria (1455–1505) a luganský vévoda Ottaviano Maria (1458–1477).
Otec byl nemanželským synem hraběte z Contignoly, pána Beneventa a Manfredonie Muzia Giacoma Attendola zvaného Sforza (1369–1424) z jeho vztahu s Lucií Terzani da Marsciano. Poprvé se oženil v roce 1418 s montaltskou hraběnkou Polissenou Ruffo († 1420) a podruhé 25. října 1441 s o 24 let mladši Blankou Marií, nemanželskou dcerou milánského vévody Filipa Marii Viscontiho. Kromě výše zmíněných potomků z tohoto manželství měl i celou řadu dětí nemanželských.
Ačkoliv bylo v tehdejší době zvykem pojmenovat prvorozeného syna po otci, dostal Galeazzo Maria jméno po svém pradědečkovi z matčiny strany, milánském vévodovi Gianu Galeazzovi Viscontim. Druhé jméno Maria taktéž souvisí s rodem Viscontiů, protože dává mladý rod Sforzů do souvislosti se starým rodem Viscontiů. Oba synové Giana Galeazza Viscontiho z manželství s Kateřinou Viscontiovou mají rovněž druhé jméno Maria: Jan Maria a Filip Maria (dědeček Galeazza Marii).

## Život

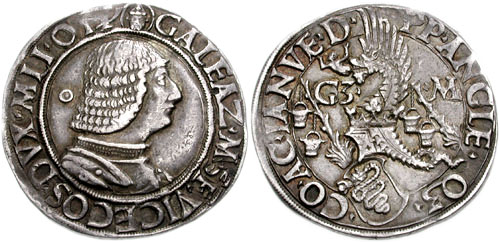
Teston Galeazza Marii

Budoucímu vévodovi se dostalo dobrého vzdělání, a to zejména v oblasti umění, literatury, vědy a samozřejmě vojenství. Působil jako vyslanec u dvora Fridricha III. Habsburského. Za účelem dojednání jeho císařské korunovace u papeže Mikuláše V. pobýval také v Římě.

V době otcova úmrtí válčil Galeazzo Maria ve Francii, kam byl otcem vyslán na podporu nového krále Ludvíka XI., který usedl na trůn za nelehké situace. Království bylo v hospodářské krizi po stoleté válce a feudálové se pod vedením burgundského vévody Karla Smělého, který se spojil s anglickým králem Eduardem IV., nárokujícím si některá francouzská území, sjednotili proti králi. Na popud své matky se Galeazzo Maria okamžitě vydal na cestu do Milána. Inkognito musel přejít nepřátelská území Savojského vévodství, kde byl na několik dní nucen uchýlit se pod ochranu církve do kostela v Novalese nedaleko Susy, aby unikl zajetí.

### Vláda
Do Milána vstoupil nový vévoda 20. března 1466 bránou Ticinese. Na jeho počest nechala matka uspořádat velkolepé oslavy, aby tak umlčela ty, kteří se odvážili pochybovat o legitimitě nástupnictví. V prvních letech vládl mladý vévoda s pomocí matky jako regentky. Impulsivnost a neústupná povaha Galeazzova však vedly k stále častějším sporům s matkou, která se po dvou letech rozhodla Miláno opustit.

Vévoda vládl pevnou rukou. Staral se o rozvoj Milána a snažil se zajistit stabilní postavení svého vévodství. Uzavřel řadu aliancí proti Benátkám, především s Florencií a Neapolí. Budoval cesty a mosty, okolo roku 1470 nechal razit novou měnu, tzv. testony, podporoval rozvoj různých průmyslových odvětví a byl mecenášem umění. Rovněž uvalil vysoké daně nejen na prostý lid, ale i na šlechtu a duchovenstvo, čímž se stal velmi neoblíbeným.
Jeho současníci, např. kronikář Bernardino Forio, popsali Galeazza jako velmi hrabivého, podezíravého a krutého vládce, který měl přímo sadistické sklony. 
Údajně měl vlastnoručně vykastrovat svého oblíbence Giovanniho Veroneseho, zatímco jiného oblíbence Pietra Dreghu, dal pohřbít zaživa. Podle Foria se vévoda rovněž bavil vymýšlením nových, neobvyklých trestů: jistého pytláka, přistiženého ve vévodské oboře, prý přinutil spolknout živého králíka, přičemž se muž, pochopitelně, udusil.

Vévoda Galeazzo byl zavražděn v kostele po deseti letech vlády na svátek sv. Štěpána. První z vrahů Andreas Lampugnano byl chycen a na místě ubit, zbývající dva Gerolamo Olgiati a Carlo Visconti došli spravedlnosti později a byli popraveni. Poslední jmenovaný se činu údajně dopustil, aby hájil čest své sestry.
Nové stříbrné mince zvané teston o hmotnosti přibližně 10 gramů, které nechal vévoda razit, představují podle odborníků přechod od středověkých mincí k renesančním. Název Testone mají podle profilu vévodovy hlavy na líci mince.

## Potomci
Galeazzo byl s největší pravděpodobností bisexuál. Poprvé se v roce 1466 oženil s dcerou mantovského markraběte Dorotou z rodu Gonzagů (6. prosince 1449 – 20. dubna 1467). Manželství zůstalo bezdětné.
Z druhémo manželství s Bonou Savojskou (1449–1503), kterou si vzal roku 1468, měl čtyři děti:
- Gian Galeazzo Maria (20. června 1469 – 22. října 1494), vévoda milánský, ⚭ 1489 Isabela Aragonská (2. října 1470 – 11. února 1524)
- Hermes Maria (10. května 1470 – 18. září 1503), markýz z Tortony
- Blanka Marie (5. dubna 1472 – 31. prosince 1510), ⚭ 1494 Maxmilián I. Habsburský (22. března 1459 – 12. ledna 1519), římský král od roku 1493 až do své smrti
- Anna Marie (19. července 1473 – 30. listopadu 1497), ⚭ 1491 Alfons I. d'Este (21. července 1476 – 31. října 1534), vévoda z Ferrary, Modeny a Reggia

### Nelegitimní potomci
Během obou manželství Galeazzo udržoval četné milostné vztahy se ženami i s muži. Kromě čtyř manželských dětí měl Galeazzo i čtyři děti ze vztahu s Lucrezií Landriani, manželkou Giampietrina Landriana, a další dvě s Lucií Marliani, kterou povýšil do hodnosti hraběnky z Melza.
- Karel (1458–1483) ∞ 1478 hraběnka Blanka Simonetta
- Alexandr (1465–1523), pán Francavilly ∞ 1490 Barbora z Valchiavenna
- Klára (1467–1531)

∞ 1481 hrabě Pietro ze Sanguinetta
∞ 1488 Fregosino Fregoso
- Ottaviano (1477–1541), biskup v Lodi a Arezzu
- Galeazzo, hrabě z Melza
- Kateřina (1463 – 28. května 1509), paní Forlia a Imoly

⚭ 1477 Girolamo Riario (1443–1488)
⚭ 1489 Giacomo Feo († 27. srpna 1495)
⚭ 1497 Jan Medicejský (21. října 1467 – 14. září 1498) 